# Brič
Brič este o localitate din comuna Koper, Slovenia.